# Helicobacter bilis
Helicobacter bilis  es una bacteria, que pertenece al orden Campylobacterales, familia Helicobacteraceae. Es una fusiform bacteria gramnegativa fusiforme, que tiene de tres a 14 flagelos bipolares y envainados, con múltiples fibras periplásmicas alrededor de la célula. Es resistente al ácido nalidíxico y a la cefalotina, es sensible al metronidazol. Al igual que Helicobacter hepaticus, esta coloniza la bilis, el hígado y el intestino de ratones, y se asocia con hepatitis crónicas multifocal y tumores Hepatocelulares.
Esta cepa fue aislada originalmente de un hombre de 47 años de edad, con antecedentes de un mes de diarrea, fiebre y dolor abdominal bajo; fue llamada inicialmente como Flexispira rappini Romero, et al. 1988; Hänninen, et al. 2005), fue propuesta a ser incluida en este taxón, en la especie Helicobacter bilis, aunque basada en la secuencia del gen 16S RNAr, esta es uno de los 10 grupos distintos, los cuales han sido llamada Helicobacter sp. flexispira taxón 8 (provisionalmente llamada Helicobacter rappini) [Dewhirst, et al. 2000]. H. rappini también ha sido aislada de heces de personas sanas, perros y ratones, así como también, de pacientes con bacteriemia. H. bilis y los otros táxones incluyen aislados de una amplia gama de especies de huéspedes, y han sido asociado con diarrea, hepatitis, colangitis, cálculos biliares, cáncer de hígado y aborto.

## Lectura adicional
- Kostomitsopoulos N, Donnelly H, Kostavasili I, Paronis E, Alexakos P, Karayannacos P (May 2007). «Eradication of Helicobacter bilis and H. hepaticus from infected mice by using a medicated diet». Lab Animal 36 (5): 37-40. PMID 17450169. doi:10.1038/laban0507-37.
- Whary MT, Fox JG (2006). «Detection, eradication, and research implications of Helicobacter infections in laboratory rodents». Lab Animal 35 (7): 25-7, 30-6. PMID 16807564. doi:10.1038/laban0706-25.
- Lemke, L. B.; Ge, Z.; Whary, M. T.; Feng, Y.; Rogers, A. B.; Muthupalani, S.; Fox, J. G. (2009). «Concurrent Helicobacter bilis Infection in C57BL/6 Mice Attenuates Proinflammatory H. pylori-Induced Gastric Pathology». Infection and Immunity 77 (5): 2147-2158. ISSN 0019-9567. doi:10.1128/IAI.01395-08.
- Hanninen, M.-L. (2005). «Extension of the species Helicobacter bilis to include the reference strains of Helicobacter sp. flexispira taxa 2, 3 and 8 and Finnish canine and feline flexispira strains». Iterenational Journal of Systematic and Evolutionary Microbiology 55 (2): 891-898. ISSN 1466-5026. doi:10.1099/ijs.0.63245-0.

- Datos: Q3784556
- Especies: Helicobacter bilis